# Zachary Elbouzedi
Zachary Elbouzedi (Arabiska: البوزيدي), född 5 april 1998 i Dublin, Irland, är en irländsk fotbollsspelare som spelar för St Patrick's Athletic.

## Klubblagskarriär

### Tidig karriär
Elbouzedi inledde som femåring sitt fotbollskarriär i Shelbourne FC från Drumcondra i Dublin. Han tillbringade några år hos dem innan han bytte till Malahide United FC. Som 16-åring 2014 skrev han på ett kontrakt med den engelska klubben West Bromwich Albion, där han inledde i U18-laget.

### Inverness Caledonian Thistle
Elbouzedi anslöt sig till Inverness Caledonian Thistle på ett gratis transferavtal sommaren 2017 från West Bromwich Albion. Han kom dock inte komma till spel omedelbart på grund av en skada, men tränaren John Robertson trodde att han skulle komma att konkurrera om en plats i laget när han blev skadefri.

#### Lån till Elgin City
Den 30 december 2017 skrev Elbouzedi på ett 28 dagars långt nödlånekontrakt med den skotska klubben Elgin City. Debuten skedde borta mot Peterhead FC inför 779 åskådare på Balmoor Stadium i Peterhead den 2 januari 2018 då han i regnet inledde på bänken i tröja nummer 14 och ersatte Bruce Anderson inför den andra halvleken. Matchen slutade i storseger för Elbouzedi och Elgin som vann med 7–0. Han startade de två efterföljande hemmamatcherna på Borough Briggs i ligan, mot Clyde FC (2–1) och Cowdenbeath FC (1–0) innan han återvände till Inverness CT. Elbouzedi hann därmed spela 3 matcher för klubben under den korta låneperioden. 

#### Tillbaka i Inverness Caledonian Thistle
Tack vare lånet till Elgin City kom han in i matchtempo för att sedan kunna representera Inverness. Elbouzedi gjorde sin debut för klubben den 13 mars 2018 mot Dunfermline Athletic. Matchen slutade med en 1–0-förlust efter att Dunfermline gjort ett tidigt mål i den 6:e matchminuten.

### Waterford
Elbouzedi lämnade Inverness den 31 augusti 2018, efter att båda partnerna valt att avsluta kontraktet med ömsesidigt samtycke efter en skadefullsäsong där han endast kom till spel i en match under säsongen 2018/19, vilket var en cup-seger mot Cove Rangers. Den 7 november 2018 presenterades Elbouzedi av den irländska klubben Waterford FC.  Debuten för Waterford skedde i seriepremiären, hemma mot Shamrock Rovers inför 4 152 åskådare på Waterford Regional Sports Centre den 15 februari 2019.Elbouzedi startade matchen under ledning av den irländske managern Alan Reynolds och han spelade hela matchen då hemmalaget tappade 1–0 till 1–2 där segermålet kom på stopptid med matchens sista spark.
Han spelade totalt 29 matcher för Waterford i alla tävlingsformer och gjorde 6 mål under en imponerande individuellsäsong av Elbouzedi, dock gick det mindre bra för Waterford som slutade på en sjätte plats i ligan.

### Lincoln City
Den 16 december 2019 kom rykten fram att Elbouzedi skulle flytta till den engelska klubben Lincoln City. Den 1 januari 2020 blev affären officiell efter att han undertecknat ett långtidskontrakt med klubben. Han gjorde sitt första mål för Lincoln i en EFL Trophy-match mot Shrewsbury Town den 8 december 2020, vilket man vann med 4–1.

#### Lån till Bolton Wanderers
Den 16 januari 2021 skrev han på ett låneavtal med Bolton Wanderers, ett avtal som sträckte sig säsongen ut. Han gjorde sin debut endast några få timmar senare och startade i en League Two-matchen mot Cheltenham Town. Efter säsongen återvände Elbouzedi till Lincoln City och fick beskedet av managern Michael Appleton att det inte skulle bli mycket speltid den kommande säsongen.

### AIK
Den 15 juli 2021 skrev Elbouzedi på för den svenska klubben AIK. Summan AIK betalade Lincoln blev ej avslöjad och kontraktet var skrivit fram till och med den 31 december 2024. Han gjorde sin debut endast tre dagar efter övergången blev klar då han blev inbytt i den 85:e matchminuten i en 2–0-vinst mot Kalmar FF på Friends Arena. Han gjorde sin första start för klubben den 2 augusti 2021 då AIK vann med 1–0 mot Halmstads BK.
I den andra omgången av Svenska cupen 2021/22 mot Rågsveds IF gjorde Elbouzedi sitt första mål för AIK. Målet kom när han 20 sekunder efter blivit inbytt smällde upp AIKs 5–0-mål och fastställde därmed slutresultatet.
Han gjorde sitt första ligamål för AIK den 7 november 2021 mot jumbon Östersunds FK (3–0) på Friends Arena. Målet kom i den 62:a matchminuten när Mikael Lustig passade fram till honom som sedan dundrade in 2–0-målet från en position utanför straffområdet.
Den 29 november 2021 gjorde Elbouzedi två assist när AIK vann toppmötet mot Elfsborg med 4–2.
Elbouzedi lämnade AIK den 17 juli 2024 för spel i St Patrick’s Athletic FC i Irland.

#### Swindon Town FC
Den 30 januari 2024 blev Elbouzedi utlånad till Swindon Town FC med ett låneavtal som sträcker sig till 30 juni 2024.

### St Patrick’s Athletic FC
Den 17 juli 2024 lämnade Elbouzedi AIK för att gå till St Patrick’s Athletic FC i Irland som spelar i Irländska Premier Division. Han skrev på ett flerårskontrakt med klubben.

## Landslagskarriär
Elbouzedi har representerat Irland på alla ungdomsnivåer. Han är berättigad att spela för Libyens fotbollslandslag  då hans far är libysk. Han har blivit kontaktat av Libyen men har alltid valt att tacka nej, då han endast vill representera Irland. Elbouzedi blev för första gången kallad till Irlands U21-landslag 2019.

## Spelstil
Elbouzedi styrka i spelet ligger framför allt i hans snabbhet.

## Privatliv
Elbouzedi är född och uppvuxen i den irländska huvudstaden Dublin av en libysk far och en irländsk mor. 